# Thai újév

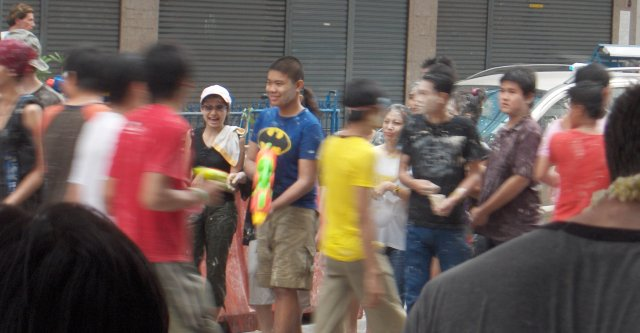
Újévi ünnepségek a Khao Sarn út mellett

A thai újévet (délkelet-ázsiai újév) (thaiul สงกรานต์ = szongkran) minden évben április 13. és 15. között ünneplik. Megtartják ezt az eseményt Laoszban, Srí Lankán, Mianmarban és Kína Yunnan tartományában az ottani daik is.
A ma már rögzített napok (ha valamelyik nap hétvégére esik, akkor annyival meghosszabbodik az ünnep), időpontját eredetileg csillagászati becslésekkel határozták meg. Srí Lankában a mai napig a hagyományos módszer szerint számítják ki, mikorra esik az ünnep. Thaiföldön a szongkran az év legmelegebb időszakára esik, a száraz évszak végére. 1888-ig Thaiföldön ez volt az év kezdésének ideje, majd onnantól 1940-ig április 1-jén kezdődött az év, végül ők is áttértek a január 1-jei évkezdetre, s ettől fogva ez az időpont csak mint nemzeti ünnep maradt fenn. 

## Újévi hagyományok
A legjellemzőbb tradíció a locsolás. Mindenkit vizestállal, vízipisztollyal és locsolócsővel lehet látni az utcákon, és mindenki, aki ezek közelébe kerül, gyorsan nedves lesz. A száraz szezon elmúltával ezzel is köszöntik a monszun időszakát. A hagyomány onnan ered, hogy a Buddha-szobrokat ilyenkor ki szokták vinni a templomból, hogy lemossák. Ekkor a fiatalok kis mennyiségű vizet locsoltak az idősebbekre, s így mutatták ki tiszteletüket. 

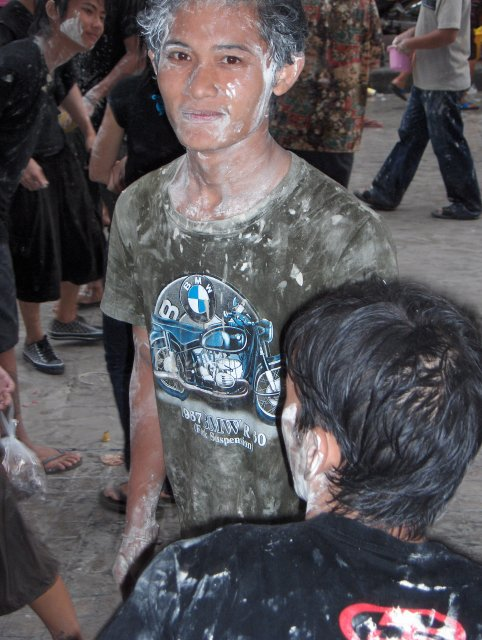
A gipszet is gyakran használják, mely a szerzetesek által az áldásosztáskor használt gipszet idézi.

Általában ez az évnek az az időszaka, mikor a thaiok nagytakarítást végeznek. Ezen kívül az is gyakori, hogy vizet locsolnak a motorosok arcába. Mostanában egyre több kérés irányul arra, hogy modernizálják az ünnepet, mivel egyre több közúti balesetet idéznek elő, valamint a kétes tisztaságú víz miatt sokan kapnak kötőhártya-gyulladást. Előfordul az is, hogy jeget tesznek a víztartályba, és szívinfarktus-közeli élményben részesítik a gyanútlan áldozatokat.

## Csillagászati meghatározás
Bár a thai naptár a többi kelet-ázsiai kalendáriumhoz hasonlóan holdnaptár, az újév időpontját egy egyszerű módszerrel, a napi alapon működő rendszer segítségével határozták meg. A szongkran név a szanszkritból származik, s jelentése: a Nap helyzetének megváltozása, amikor a Kosból a Bikába megy át. Eredetileg ez a napéjegyenlőségkor történik meg, de mivel a thai asztrológia nem ismerte a precessziót, az ünnep ideje márciusról áprilisra tolódott.

## Üdvözlés
A legmegszokottabb üdvözlés ilyenkor a "สวัสดีปีใหม่" (sa-wat-di pi mai), aminek jelentése: Boldog Új Évet! Egyéb, ilyenkor népszerű köszöntések egészséget és gyarapodást kívánnak.